# Aega approximata
Aega approximata är en kräftdjursart som beskrevs av Richardson 1910. Aega approximata ingår i släktet Aega och familjen Aegidae. Inga underarter finns listade i Catalogue of Life.